# Willy de l’Arbre
Guillaume Marie Denis „Willy“ de l’Arbre (* 31. Mai 1882 in Antwerpen; † 11. März 1952 in Boechout) war ein belgischer Segler.

## Erfolge
Willy de l’Arbre gewann bei den Olympischen Spielen 1920 in Antwerpen in der 8-Meter-Klasse nach der International Rule von 1919 die Bronzemedaille. Mit der Antwerpia V kam er in drei Wettfahrten stets hinter den beiden norwegischen Booten Sildra und Lyn auf dem dritten und damit auch letzten Platz ins Ziel. Skipper der Antwerpia V war Albert Grisar, zur Crew gehörten neben de l’Arbre noch Henri Weewauters, Georges Hellebuyck und Léopold Standaert.